# Masayuki Izumi
Masayuki Izumi (泉政行 Izumi Masayuki?) (Tokio, Japón, 12 de mayo de 1980 - ibidem 28 de julio de 2015) fue un actor japonés conocido por sus papeles protagonistas en la serie tokusatsu Kamen Rider 555 y en el drama de crímenes Kasousen no onna. Debutó en 2002 en la adaptación dorama de Gokusen. El 4 de agosto de 2015 se comunicó a los medios su fallecimiento a los 35 años por una enfermedad no revelada de la que se estaba tratando, y que le había obligado a retirarse de la interpretación en 2011.